# Nesseby
Nesseby (en sami septentrional i cooficialment: Unjárga; en kven: Uuniemi) és un municipi situat al comtat de Finnmark, Noruega. El centre administratiu del municipi és el poble de Varangerbotn. Altres llogarets situats a Nesseby són Gandvik, Karlebotn, Nesseby, i Nyelv. Les rutes europees E06 i E75 passen per aquest municipi.

## Informació general
El municipi de Nesseby es va establir originalment el 1839, quan la part occidental de Vadsø es va separar per formar un municipi nou. Inicialment, hi havia 598 residents. El nou municipi va durar poc temps, ja que tots dos es van fusionar de nou el 1858. L'1 de gener del 1864, el municipi de Nesseby va ser creat de nou. La població inicial (aquest cop) era de 886 persones. La part occidental de Nesseby (població: 450) es va separar l'1 de gener 1903 per a formar el nou municipi de Polmak.

### Nom
El nom oficial del municipi va ser Nesseby fins al 1989, quan va ser canviat a Unjárga-Nesseby. Va ser el segon municipi de Noruega en obtenir un nom en sami. El 2005, el nom va ser canviat de nou, i des de llavors es pot utilitzar Unjárga o Nesseby indistintament.
El municipi (originalment la parròquia) duu el nom de l'antiga granja Nesseby, ja que l'església de Nesseby va ser construïda allà (el 1858). El primer element del nom en noruec és ness que significa "punta" i l'últim element és by que significa "ciutat".
El significat del primer element (u-) en el nom en sami septentrional és desconegut i l'últim element és njárga que significa "punta".

### Escut d'armes
L'escut d'armes és modern. Se'ls va concedir el 27 de juny de 1986. L'escut mostra una planta de móra vermella, ja que aquestes plantes són comunes al municipi i a la regió. Les móres s'exportaven històricament a altres parts de Noruega en barrils.

### Esglésies
L'Església de Noruega té una parròquia (sokn) dins el municipi de Nesseby. És part del deganat d'Indre Finnmark a la Diòcesi de Nord-Hålogaland.
| Parròquia (sokn) | Nom de l'església   | Localització | Any de construcció |
| ---------------- | ------------------- | ------------ | ------------------ |
| Nesseby          | Església de Nesseby | Nesseby      | 1858               |

## Història

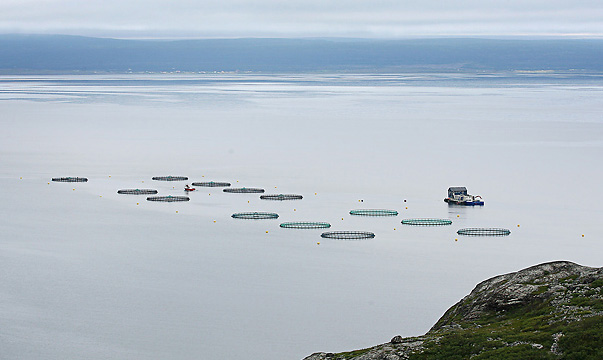
Pesca de salmó a Nesseby.

Els rens salvatges s'utilitzaven per creuar l'istme des de temps prehistòrics fins a l'any 1900, causant una extensa activitat humana al llarg dels mil·lennis. Per tant, la zona està plena de troballes arqueològiques de diferents èpoques.

## Cultura sami
La majoria dels habitants són d'origen sami, i actualment el sami septentrional és ensenyat com a primera llengua a les escoles. El municipi té el seu propi vestit sami.

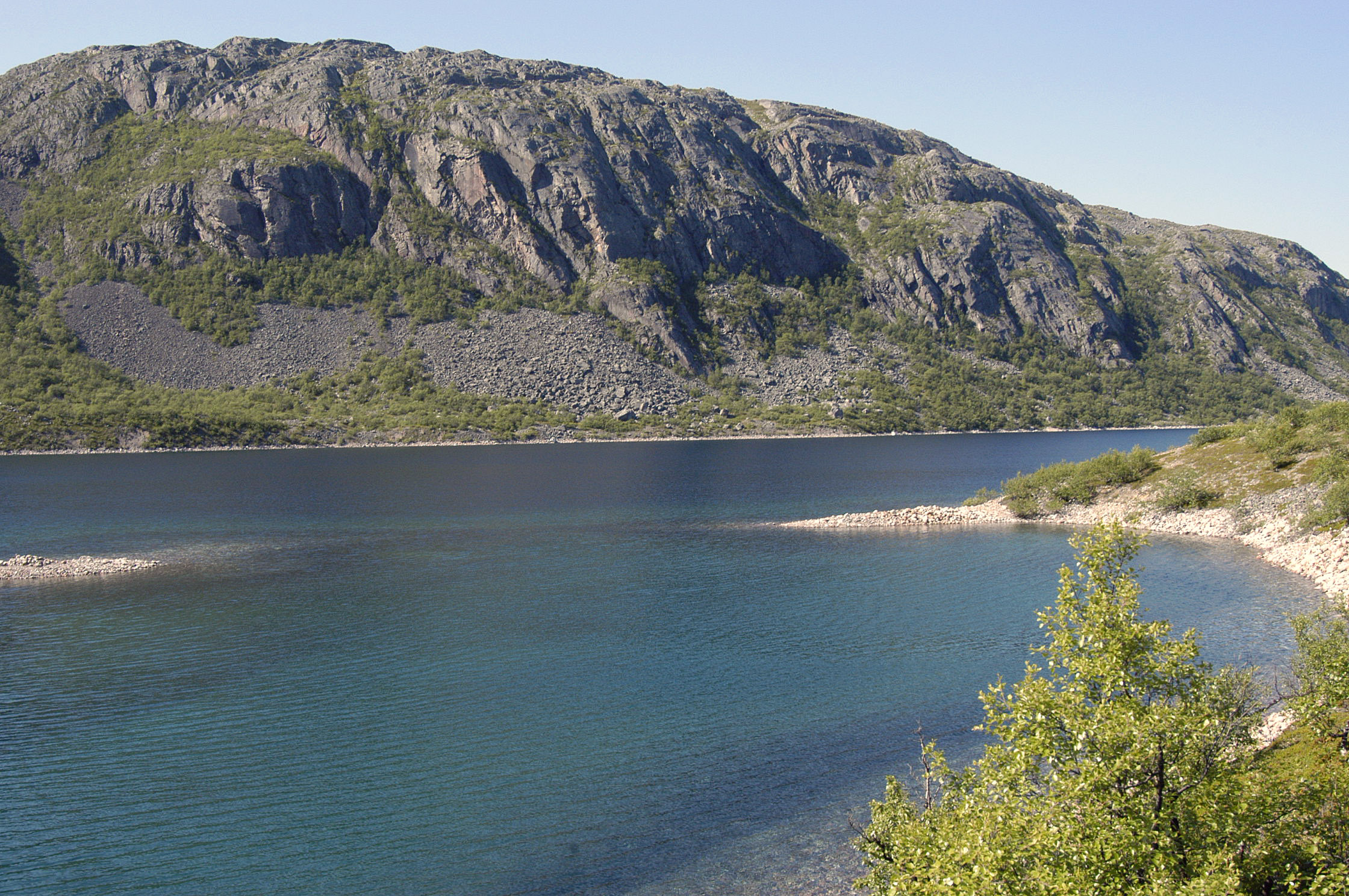
Vista del llac Gánddajávri.

El Departament de cultura i medi ambient del Parlament Sami de Noruega es troba a Nesseby. El museu sobre la cultura sami Sami Várjjat es troba al municipi. Nesseby és també el lloc de naixement d'Isak Saba, el primer Sami en ser elegit al Parlament noruec.
La popular banda adolescent The Blacksheeps prové de Nesseby.

## Geografia
El municipi està situat a l'istme entre el fiord de Varanger i el riu Tana a l'entrada de la península de Varanger. Tots els habitants viuen en petits assentaments al llarg del fiord. El Parc Nacional de Varangerhalvøya està parcialment situat al municipi. El riu Jakobselva forma part de la frontera municipal entre Unjárga i Vadsø al nord-est.

### Avifauna
El municipi de Nesseby és conegut pels seus indrets d'observació d'aus interessants i s'esmenta en diverses guies d'observació d'aus. A part del fiord de Varanger, l'hàbitat principal és la tundra amb àrees de torberes i pantans. Una de les espècies que en general es pot veure en petits estanys durant els mesos d'estiu és l'escuraflascons becfí.

### Clima
El clima de Nesseby és molt fred, caracteritzat per la seva situació més enllà del cercle polar àrtic però influenciat pel Corrent del Golf. Les temperatures mitjanes són per sota dels 0 °C sis mesos l'any, i la majoria de la precipitació cau a l'estiu i a la tardor, encara que a l'hivern també es donen importants nevades.
| Dades climàtiques a Unjárga        | Dades climàtiques a Unjárga | Dades climàtiques a Unjárga | Dades climàtiques a Unjárga | Dades climàtiques a Unjárga | Dades climàtiques a Unjárga | Dades climàtiques a Unjárga | Dades climàtiques a Unjárga | Dades climàtiques a Unjárga | Dades climàtiques a Unjárga | Dades climàtiques a Unjárga | Dades climàtiques a Unjárga | Dades climàtiques a Unjárga | Dades climàtiques a Unjárga |
| Mes                                | gen                         | febr                        | març                        | abr                         | maig                        | juny                        | jul                         | ag                          | set                         | oct                         | nov                         | des                         | anual                       |
| ---------------------------------- | --------------------------- | --------------------------- | --------------------------- | --------------------------- | --------------------------- | --------------------------- | --------------------------- | --------------------------- | --------------------------- | --------------------------- | --------------------------- | --------------------------- | --------------------------- |
| Mitjana diària °C (°F)             | −11.9 (10.6)                | −11.0 (12.2)                | −7.4 (18.7)                 | −2.3 (27.9)                 | 3.1 (37.6)                  | 8.6 (47.5)                  | 12.2 (54)                   | 10.5 (50.9)                 | 6.1 (43)                    | 0.3 (32.5)                  | −5.7 (21.7)                 | −9.9 (14.2)                 | −0.6 (30.9)                 |
| Precipitació mitjana mm (polzades) | 27 (1.06)                   | 22 (0.87)                   | 21 (0.83)                   | 21 (0.83)                   | 24 (0.94)                   | 37 (1.46)                   | 55 (2.17)                   | 53 (2.09)                   | 44 (1.73)                   | 41 (1.61)                   | 34 (1.34)                   | 31 (1.22)                   | 410 (16.14)                 |
| Font: Institut Meteorològic Noruec |                             |                             |                             |                             |                             |                             |                             |                             |                             |                             |                             |                             |                             |

## Política
Tots els municipis de Noruega, inclòs Nesseby, són responsables de l'educació primària (a través del 10º grau), els serveis d'assistència sanitària, els serveis de la tercera edat, la desocupació i altres serveis socials, la zonificació, el desenvolupament econòmic, i les carreteres municipals. El municipi és governat per un consell municipal de representants elegits, que al seu torn trien a un alcalde.

### Consell municipal
El consell municipal (Kommunestyre) de Nesseby es compon de 15 representants que són triats cada quatre anys.